# SN 2006fe
SN 2006fe – supernowa odkryta 27 sierpnia 2006 roku w galaktyce A205209-0030. W momencie odkrycia miała maksymalną jasność 21,00m.